# Giovanni Asnicar
Giovanni Asnicar (Francolino, 21 settembre 1952) è un ex calciatore italiano, di ruolo attaccante.
È fratello di Luigi Asnicar, di tre anni più anziano, terzino e mediano nella SPAL e nella Salernitana.

## Caratteristiche tecniche
Impiegato come centravanti o seconda punta, prediligeva svariare su tutto il fronte d'attacco e per questo non si è mai segnalato per alte medie realizzative.

## Carriera

### Gli esordi: SPAL e Spezia
Cresciuto nelle giovanili della SPAL di Paolo Mazza, viene fatto esordire a poco più di 16 anni in Serie B da Giovan Battista Fabbri il 25 maggio 1969 contro il Modena. Al termine di quel campionato la squadra ferrarese retrocede in Serie C ed Asnicar viene confermato, senza tuttavia trovare continuità di impiego negli anni successivi. Nel 1972 passa in prestito allo Spezia, sempre in Serie C: disputa una stagione dal rendimento incostante, realizzando 4 reti in 21 presenze.

### L'esplosione a Rimini e gli anni della Serie B

Asnicar (accosciato, primo da sinistra) nel Rimini 1974-1975

Nel 1973 la SPAL lo cede al Rimini, ancora nella terza divisione. Con la maglia dei biancorossi Asnicar mette a segno nella sua prima stagione 12 reti, ed il Rimini si piazza al secondo posto alle spalle della Sambenedettese. Nella stagione successiva realizza altre 9 reti: anche in questo caso il Rimini termina al secondo posto, questa volta alle spalle del Modena.
Le sue prestazioni con la maglia riminese gli valgono il passaggio al Piacenza del suo maestro Fabbri, appena promosso in Serie B. La stagione è positiva a livello personale (7 reti in 29 partite), ma il Piacenza retrocede e Asnicar, dopo altre 5 presenze nella Serie C 1976-1977, nel mese di ottobre si trasferisce al Bari, sempre in Serie C. Con i galletti ottiene la promozione in Serie B e disputa complessivamente 28 presenze (con 3 reti) in due stagioni. Nel 1978 passa alla Ternana, con cui disputa la sua ultima stagione in Serie B: condizionato da un infortunio al ginocchio, totalizza 19 presenze e 3 reti.

### Gli ultimi anni
Nella stagione successiva torna a giocare in Serie C1 con il Casale, segnando 3 reti in 28 presenze in una stagione nuovamente segnata da problemi fisici. Si trasferisce quindi per un biennio al Grosseto di Giovanni Galeone, in Serie C2, e quindi alla Vigor Senigallia, sempre in C2, dove ottiene il proprio record di marcature (13, nella Serie C2 1982-1983) e dove conclude la carriera professionistica.
Prosegue l'attività a livello dilettantistico fino a 45 anni, giocando nel Francolino.